# Òxid de sodi
L'òxid de sodi, Na₂O, és un compost iònic que es presenta com un sòlid de color blanquinós. Reacciona violentament amb aigua per donar hidròxid de sodi, NaOH. Es descompon quan s'escalfa a més de 400 °C produint peròxid de sodi, Na₂O₂ i sodi, Na. Els òxids dels metalls alcalins M₂O (M = Na, K, Rb) cristal·litzen en una estructura d'antifluorita, és a dir, les posicions d'anions i cations es troben permutades respecte de les seves posicions en la fluorita CaF₂. És tòxic i fortament corrosiu en contacte amb ulls, pell i vies respiratòries. Forma part de la composició del vidre, en un 15%, els altres components són diòxid de silici, un 70%, i òxid de calci, un 9%. La seva funció és rebaixar el punt de fusió del diòxid de silici i donar major elasticidad al vidre fus.

## Reactivitat
La producció de Na₂O s'aconsegueix reaccionant el sodi amb oxigen:
4 Na + O₂ → 2 Na₂O
però també es produeix peròxid segons la reacció:
6 Na + 2 O₂ → 2 Na₂O + Na₂O₂
- L'obtenció de Na₂O pur es pot aconseguir reaccionant sodi líquid amb nitrat de sodi, NaNO₃.

10 Na + 2 NaNO₃ → 6 Na₂O + N₂
- Reacciona violentament amb l'aigua produint l'hidròxid de sodi

Na₂O + H₂O → 2 NaOH